# 인베이션 (2021년 드라마)
《인베이션》(영어: Invasion)은 애플 TV+에서 2021년 10월 22일부터 방영된 미국의 공상 과학 드라마이다.